# Emmaboda
Emmaboda är en tätort och centralort i Emmaboda kommun i Kalmar län.
Emmaboda ligger mitt i "trestadsregionen" mellan Växjö, Kalmar och Karlskrona. 57 kilometer från alla dessa orter uppstod järnvägsknuten Emmaboda när de järnvägar byggdes som i dag utgör delar av Kust till kust-banan.
Emmaboda har två större företag, Xylem (ligger på gränsen till Lindås) och Emmaboda Glasverk. Emmaboda har även många små och medelstora företag. Emmaboda är också känt för Emmabodafestivalen som hölls i området under åren 1988 till 2018.

## Historia
Ortsnamnet Æmbebode är belagt från 1400-talet. Det innehåller i förleden ett gammalt namn på Lyckebyån, Æmb, som i sin tur är en gammal namnbildning med betydelsen 'vatten, å, fors', och återfinns i en rad mycket ålderdomliga europeiska vattendragsnamn. Namnet Emmaboda har alltså inget med kvinnonamnet Emma att göra.
Byn Emmaboda omtalas första gången 1406 ('i Wästra Emabodum') då en Poul Breude i arvskifte erhöll en gård här. 1495 ägde Sten Sture den äldre en gård och 1498 ('Æmbebode') Arvid Trolle två gårdar i byn, och dessa gårdar ägdes 1505 av sonen Erik Trolle. Gårdarna tillföll efter hans flykt till Danmark kungen, som 1526 och 1531 räntade 1 dansk mark i skatt. Emmaboda omfattade under 1500-talet två mantal frälse och ett mantal arv och eget. 1538 hade byn sitt lösfiske i Mjusjön ('Miöa siöö') och därtill ålfiske med kistor, enligt jordeboken 1541 belägna i Emmaboån (Lyckebyån, 'Emeboda åå') och höll mjärdar i Mjusjöån, Emmaboån samt hade fiske i Mjusjön och Rostockasjön (Röstoken).
Järnvägsstationen anlades 1874 några hundra meter söder om byn på Gantesbo ägor. Då fanns det endast 2 hus i Gantesbo, dessa finns kvar än i dag. Benämningen på dessa var Gantesbo A och Gantesbo B. Det ena av de två husen står på Bökön som ligger väster om Emmaboda idrottsplats. Det andra står uppe på en kulle mellan Emmaboda församlingshem och Bjurbäcksskolan.
1874 anlades här en järnvägsstation för Kalmar-Emmaboda järnväg, och 1875 anslöts Karlskrona-Växjö järnväg med stationen i Emmaboda. Stationen fick sitt namn av byn Emmaboda, idag också en del av Emmaboda tätort. Stationssamhället Lindås, anlagt 1874, ingår också i dagens tätort. Även Rasslebygd i Algutsboda socken ingår i dagens tätort.

### Administrativa tillhörigheter
Emmaboda var och är en ort i Vissefjärda socken. Byn Gantesbos marker som idag är nordvästra Emmaboda låg i Konga härad medan byn Emmaboda (och senare det kommunreformen 1862 kom orten att ligga i Vissefjärda landskommun. 1930 utbröts ur landskommunen Emmaboda köping som utökades 1969 varefter Emmabodas bebyggelse ytmässigt bara omfattade en mindre del av köpingskommunen. 1971 uppgick köpingen i Emmaboda kommun där Emmaboda sedan dess är centralort.
Emmaboda hörde till 1939 till Vissefjärda församling, därefter till Emmaboda församling.
Orten ingick till 1969 i Södra Möre tingslag, därefter till 1971 i  Möre och Ölands domsagas tingslag. Från 1971 till 1981 ingick orten i Möre och Ölands domsaga för att från 1982 ingå i Kalmar domsaga.

### Befolkningsutveckling
| Befolkningsutvecklingen i Emmaboda 1960–2020 | Befolkningsutvecklingen i Emmaboda 1960–2020 | Befolkningsutvecklingen i Emmaboda 1960–2020 | Befolkningsutvecklingen i Emmaboda 1960–2020 | Befolkningsutvecklingen i Emmaboda 1960–2020 |
| -------------------------------------------- | -------------------------------------------- | -------------------------------------------- | -------------------------------------------- | -------------------------------------------- |
|                                              |                                              |                                              |                                              |                                              |
| År                                           |                                              |                                              | Folkmängd                                    | Areal (ha)                                   |
| 1960                                         | 1960                                         |                                              | 2 521                                        |                                              |
| 1965                                         | 1965                                         |                                              | 3 267                                        |                                              |
| 1970                                         | 1970                                         |                                              | 3 860                                        |                                              |
| 1975                                         | 1975                                         |                                              | 5 652                                        |                                              |
| 1980                                         | 1980                                         |                                              | 5 497                                        |                                              |
| 1990                                         | 1990                                         |                                              | 5 287                                        | 577                                          |
| 1995                                         | 1995                                         |                                              | 5 251                                        | 594                                          |
| 2000                                         | 2000                                         |                                              | 5 071                                        | 594                                          |
| 2005                                         | 2005                                         |                                              | 4 968                                        | 595                                          |
| 2010                                         | 2010                                         |                                              | 4 824                                        | 591                                          |
| 2015                                         | 2015                                         |                                              | 4 818                                        | 587                                          |
| 2020                                         | 2020                                         |                                              | 5 054                                        | 591                                          |
| Anm.: Sammanvuxen med Lindås 1975.           |                                              |                                              |                                              |                                              |

## Emmabodas ortsdelar
Ortsdelar som brukar tas upp i översiktsplaner:
- Emmabo
- Gantesbo
- Grimmansmåla
- Kimramåla
- (Krysseboda)
- Lindås
- Linneryd
- Rasslebygd
- Tommaboda

## Idrottsliv
I Emmaboda finns bland annat fotbollsklubben Emmaboda IS, med dam- och herrlag.
Den lokala innebandyklubben Gantesbo IBK bröts ut ur Lindås BK:s innebandylag 2003 och har ett herrlag i de lägre divisionerna. Gantesbo IBK skapades 2004.

## Näringsliv

### Bankväsende
En kortlivad sparbank för Vissefjärda socken, Vissefjerda sparbank, var verksam 1852–1866. År 1916 grundades en ny sparbank för socknen, Vissefjärda sparbank. Den uppgick år 1975 i Sparbanken i Kalmar och blev sedermera en del av Swedbank.
På 1800-talet etablerade Kristianstads enskilda bank ett avdelningskontor inom socknen. När denna bank övertogs av Bankaktiebolaget Södra Sverige etablerades ett nytt avdelningskontor i Emmaboda. Även Smålands enskilda bank etablerade ett kontor i Emmaboda. Dessa banker uppgick med tiden i Handelsbanken respektive Nordea.
Nordea stängde sitt kontor den 27 juni 2003. Den 19 december 2019 lade Swedbank ner sitt kontor. Den 29 maj 2021 stänger även Handelsbanken, det sista bankkontoret på orten. Det enda bankkontoret i kommunen var efter detta Sparbanken Eken i Långasjö.

## Vänorter
- Jyderup, Danmark
- Jeppo, Finland
- Kvam, Norge
- Lefkada, Grekland
- Kaliningrad, Ryssland
- Bartoszyce, Polen

## Kända personer från Emmaboda
- Henri Hurskainen, badmintonspelare, uppväxt i Emmaboda [21]
- Lasse Johansson, fotbollsspelare, uppväxt i Emmaboda [21]
- Kristofer Kamiyasu, skådespelare, uppväxt i Emmaboda
- Malena Mård, diplomat, uppväxt i Emmaboda [21]

## Bildgalleri

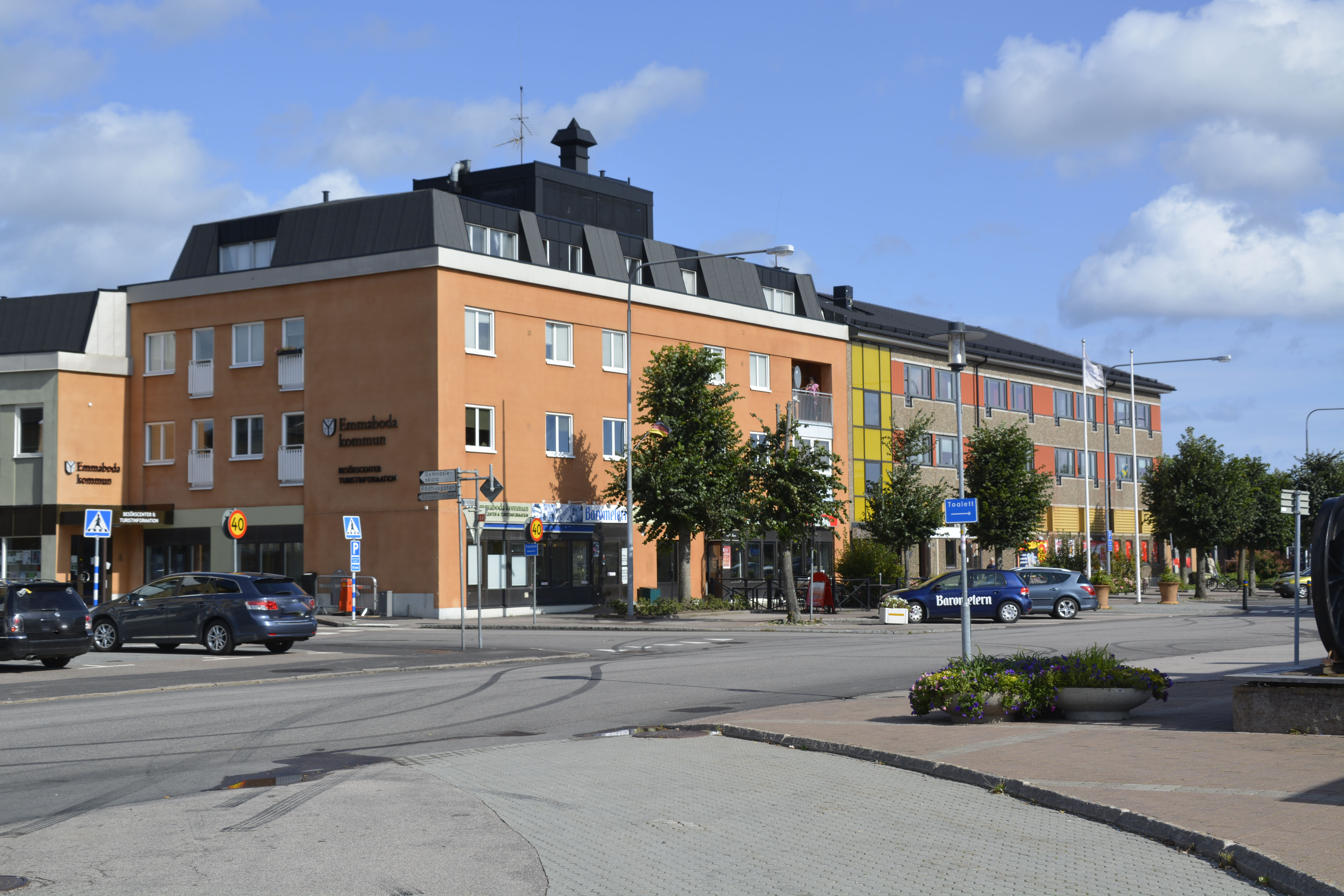
Kommunhuset
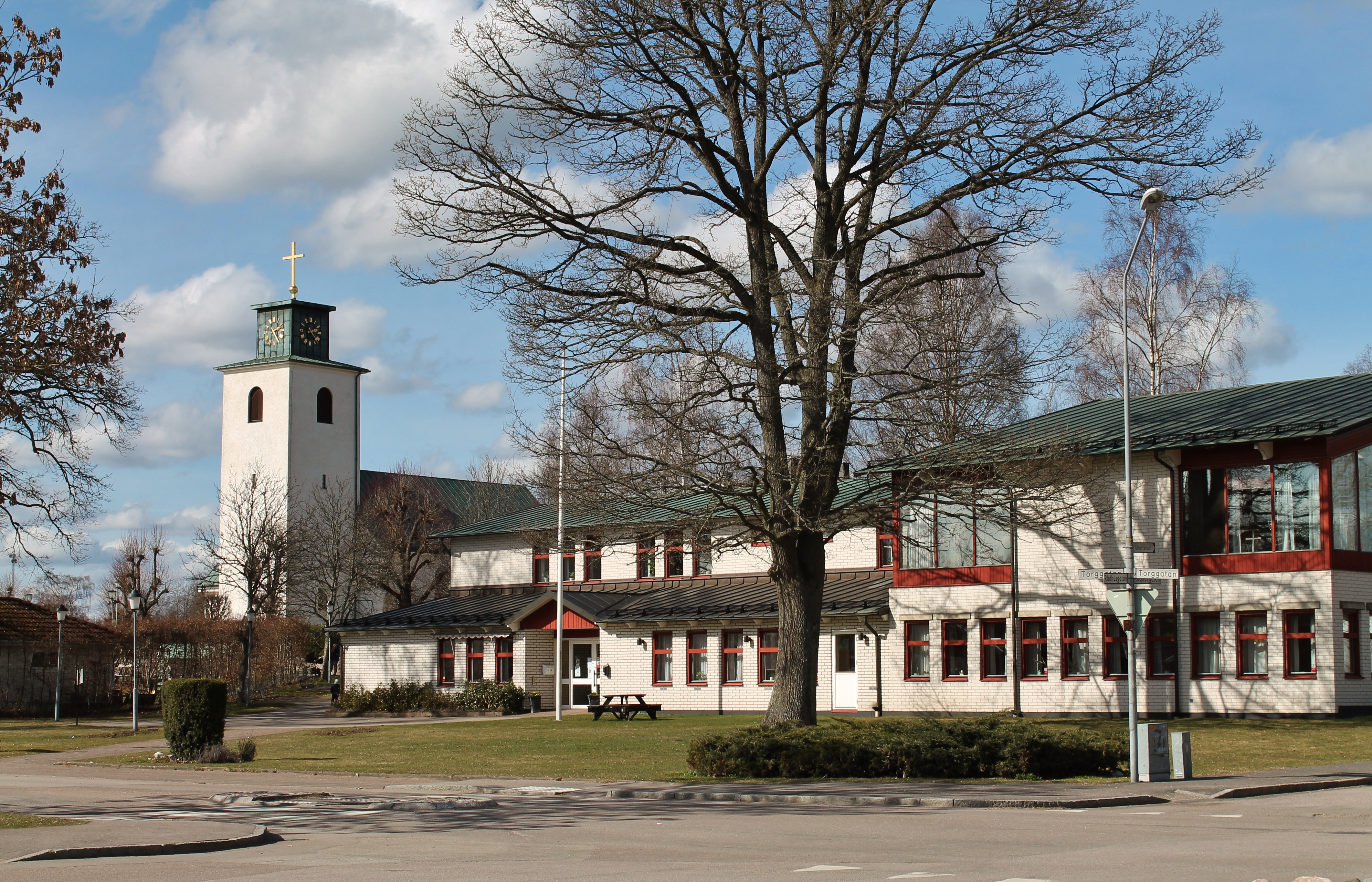
Kyrkan och församlingshemmet
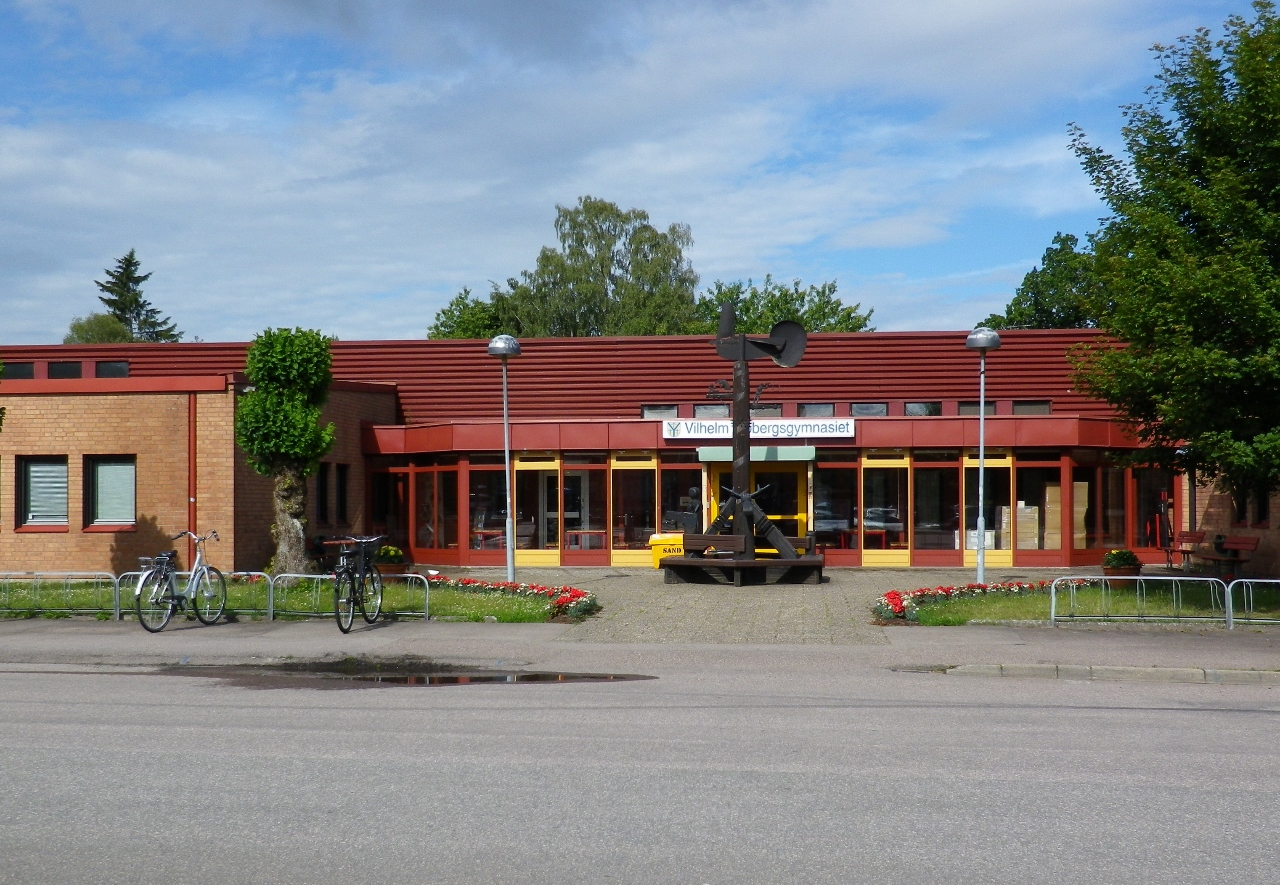
Vilhelm Moberggymnasiet
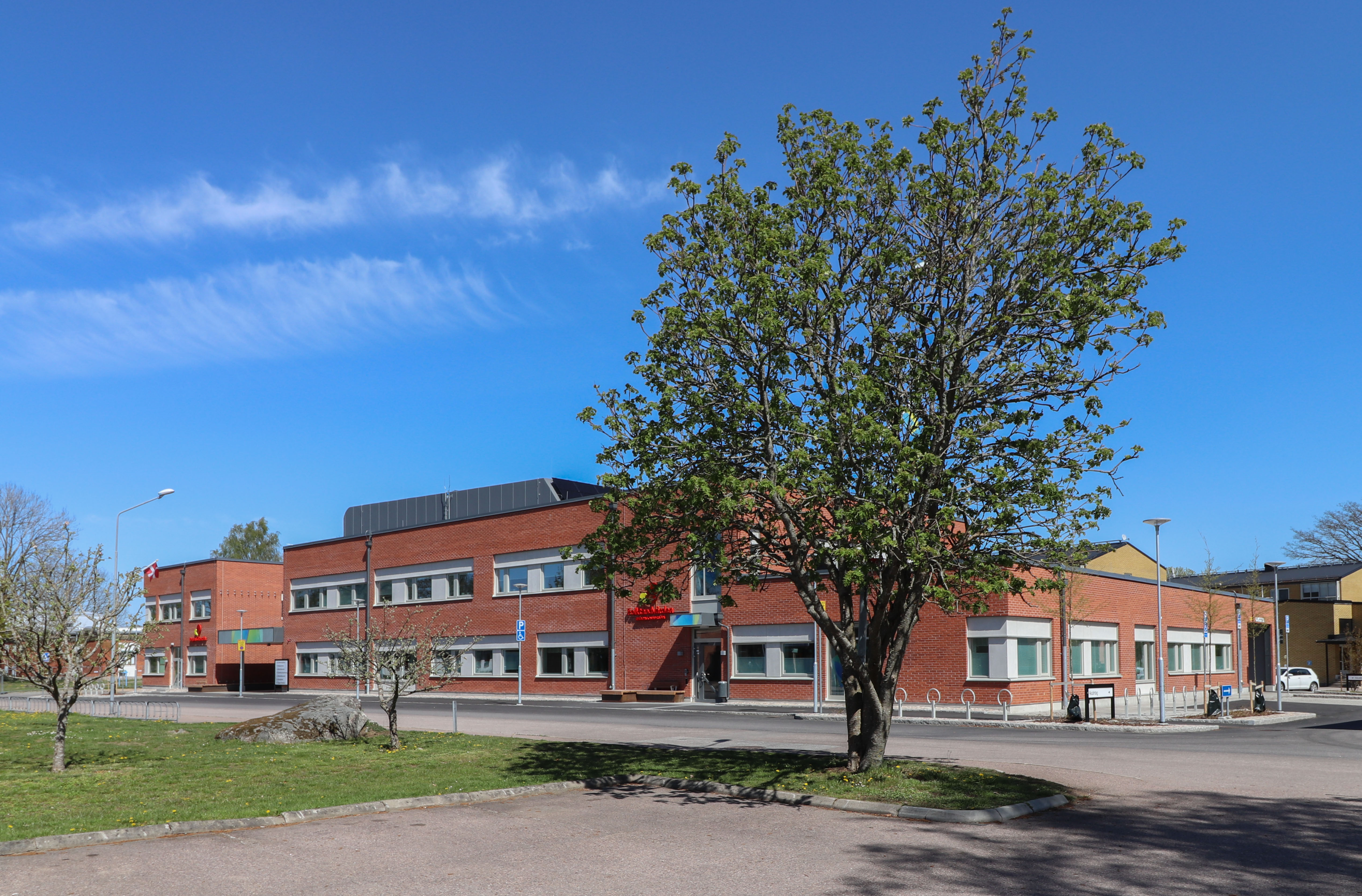
Björken Hälsocentral
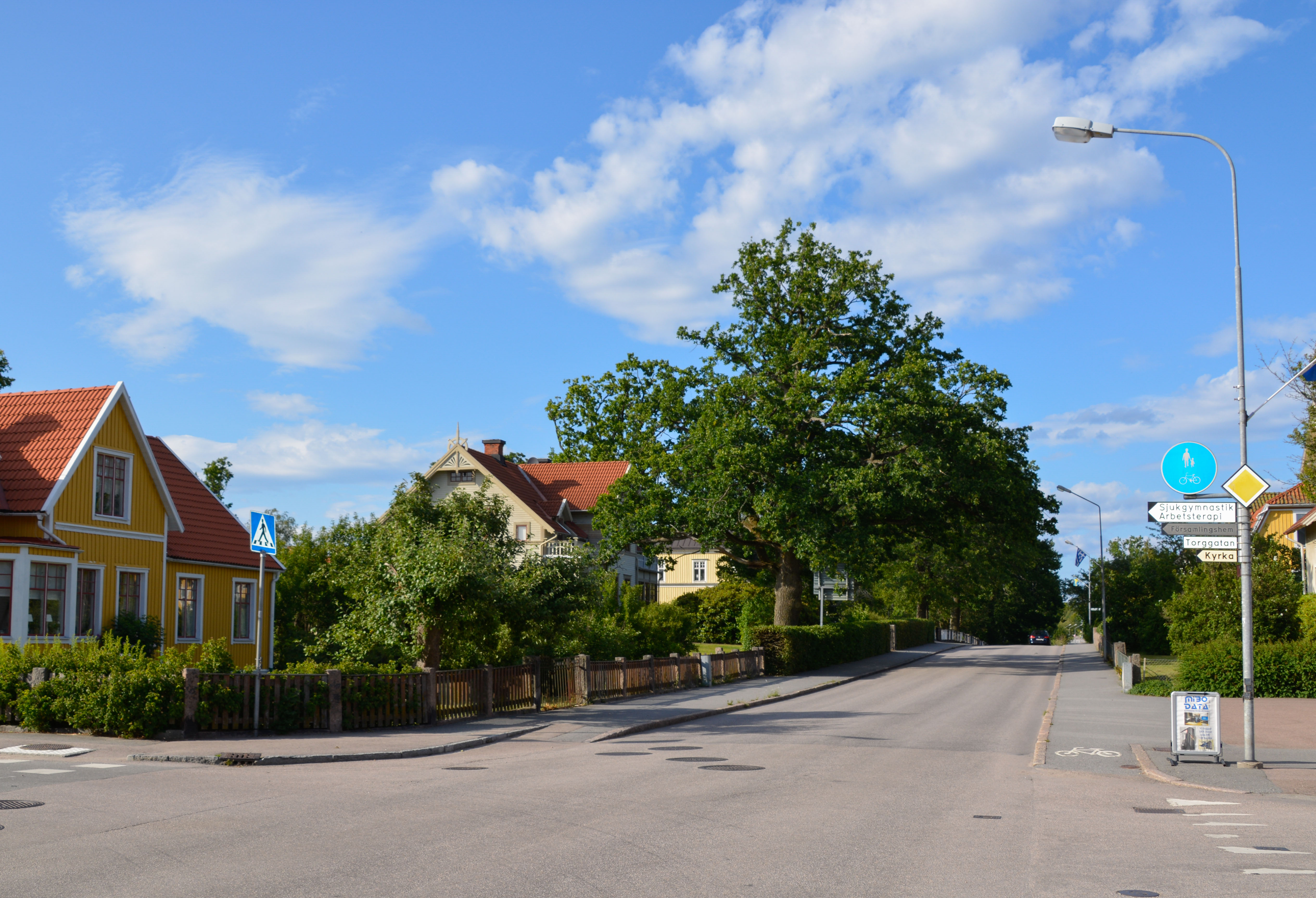
Storgatan